# Droga krajowa B188 (Niemcy)
Droga krajowa 188 (niem. Bundesstraße 188, B 188) – niemiecka droga krajowa przebiegająca  z zachodu na wschód od skrzyżowania z autostradą A37 oraz drogą B3 na węźle Burgdorf w Dolnej Saksonii do skrzyżowania z drogą B5 koło miejscowości Briesen w Brandenburgii.

## Miejscowości leżące przy B188

### Dolna Saksonia
Burgdorf, Altmerdingsen, Krausenburg, Uetze, Warmse, Ahnsen, Meinersen, Brenneckenbrück, Gifhorn, Dannenbüttel, Osloß, Weyhausen, Warmenau, Kästorf, Wolfsburg, Vorsfelde, Danndorf, Velpke, Wahrstedt, Büstedt.

### Saksonia-Anhalt
Oebisfelde, Weddendorf, Niendorf, Bergfriede, Taterberg, Miesterhorst, Birkhorst, Lenz, Mieste, Solpke, Gardelegen, Kloster Neuendorf, Jävenitz, Hottendorf, Uchtspringe, Volgfelde, Nahrstedt, Insel, Döbelin, Stendal, Miltern, Tangermünde, Fischbeck, Wust.

### Brandenburgia
Rathenow, Stechow-Ferchesar, Briesen.